# Griekse jambe
Algemene kenmerken van de Griekse jambe (begripsverwarring is mogelijk):
- De Griekse jambe beduidt vooreerst het metrum dat de vorm heeft van één korte + één lange lettergreep (notitie: υ —). Twee jamben  =  één jambisch metrum (notitie: υ — υ —).
  - één jambische di-meter = twee jambische metra (notitie: υ — υ — / υ — υ —)
  - één jambische tri-meter = drie jambische metra (notitie: υ — υ — / υ — υ — / υ — υ —)
 N.B. een jambische trimeter wordt ook weleens "jambische senaar" genoemd
- Maar de term werd ook gebruikt als aanduiding van een literair genre, nl. het gedicht gebouwd op jambische en trocheïsche metra. Twee trocheeën = één trocheïsch metrum (notitie: — υ — υ — υ).
- Deze versmaten passen uitstekend bij een verwoording die dicht bij het gesproken woord staat; vooral spotdichten zijn in deze maat geschreven, zodat jambe ten slotte ook spotdicht kan betekenen (zonder dat het daarom nog in jambisch metrum geschreven is).

Vertegenwoordigers: Archilochus – Semonides – Hipponax
Verdere evolutie van de jambische poëzie:
Voor de levendige dialoog was de jambe bij uitstek geschikt, vandaar dat later, in de Klassieke Periode, de gesproken gedeelten van tragedie en komedie in jambische trimeters zijn geschreven. 
 (theoretisch:  υ — υ — / υ — υ — / υ — υ —)